# Psyllaephagus viridis
Psyllaephagus viridis is een vliesvleugelig insect uit de familie Encyrtidae. De wetenschappelijke naam is voor het eerst geldig gepubliceerd in 1981 door Prinsloo.